# Bosak (struga)
Bosak – struga, dopływ Radomki o długości 15,25 km.
Źródło strugi znajduje się w lesie Janiszewskim, następnie struga przepływa w kierunku zachodnim aż do wsi Zakrzewska Wola, gdzie dalej płynie w kierunku północnym, uchodząc w okolicach wsi Gustawów.